# Zsinka János
Zsinka János (Szentendre, 1965. október 2. –) válogatott labdarúgó, csatár.

## Pályafutása

### A válogatottban
1989-ben egy alkalommal szerepelt a válogatottban. Egyszeres olimpiai válogatott (1986), 18-szoros ifjúsági válogatott (1982–85, 3 gól), tízszeres utánpótlás válogatott (1984–87, 2 gól), kilencszeres egyéb válogatott (1985–89).

## Sikerei, díjai

### Játékosként
- Ifjúsági Európa-bajnokság
  - aranyérmes: 1984, Szovjetunió
- Magyar bajnokság
  - 2.: 1988–89, 1992–93
- Magyar kupa
  - győztes: 1992
  - döntős: 1986

## Statisztika

### Mérkőzése a válogatottban
| Magyarország | Magyarország      | Magyarország              | Magyarország | Magyarország | Magyarország | Magyarország | Magyarország | Magyarország |
| #            | Dátum             | Helyszín                  | Hazai        | Eredmény     | Vendég       | Kiírás       | Gólok        | Esemény      |
| ------------ | ----------------- | ------------------------- | ------------ | ------------ | ------------ | ------------ | ------------ | ------------ |
| 1.           | 1989. április 26. | Taranto, Jacovone Stadion | Olaszország  | 4 – 0        | Magyarország | barátságos   | -            | 60'          |
|              | Összesen          |                           |              | 1            | mérkőzés     |              | 0            | gól          |